# Søbrise
En søbrise er en kølig svag vind, som på dage med klarere vejr blæser fra et vandområde og ind over land.
Solens opvarmning af overfladen sker hurtigere på land end på søen; derfor stiger temperaturen i det nederste luftlag også hurtigere her, og luften stiger til vejrs (termik). Den opadstigende luft erstattes af nedsynkende luft, men i kystnære egne også af den koldere luft fra søen. Søbrise ses især i forsommeren og om sommeren, hvor temperaturforskellen mellem land og sø er størst. Da temperaturforskellen skal opbygges, starter søbrisen først lidt op ad dagen.
Om natten og om vinteren kan det modsatte fænomen – landbrise – opstå. Når disse briser sætter i gang dannes en lokal koldfront, som kan være kraftig nok til at udløse torden.